# Ян Каршо-Седлевський
Ян Каршо-Седлевський (пол. Karszo-Siedlewski Jan) (1 грудня 1891, Варшава — 8 липня 1955, Вашингтон) — польський громадський і політичний діяч, дипломат. Польський консул у Харкові (1932–1934) та Генеральний консул у Києві (1934–1937).

## Біографія
З 1919 року старший референт дипломатичного відділу МЗС Польщі; У 1920–1922 рр. — Генеральний консул II Речі Посполитої в Ополе; У 1922–1924 рр. — секретар посольства I класу у Белграді; 1 грудня 1924 р. — 31 жовтня 1930 р. — радник посольства у Празі; У 1931–1932 рр. — радник посольства у Москві; З 1 грудня 1932 по 1 серпня 1934 рр. — консул II Речі Посполитої у Харкові; У 1934–1937 рр. — Генеральний консул II Речі Посполитої у Києві. З 1 грудня 1938 р. Надзвичайний Посол й Повноважний Міністр в Ірані та Іраку з резеденцією у Тегерані й подальшим поширенням повноважень на Афганістан до 30 червня 1942 р.); згодом керував Генеральним консульством II Речі Посполитої у Бейруті до 28 лютого 1943 р. З 1943 по 5 липня 1945 р. виконував обов'язки генерального секретаря МЗС Польщі в Лондоні. Залишився в еміграції, працював у Комітеті Вільної Європи та Бібліотеці Конгресу США. 8 липня 1955 р. помер у Вашингтоні.

## Сім'я
- брат — Тадеуш Каршо-Седлевського (1893–1939), сенатор II Речі Посполитої (1935–1939).